# Catedral de Bagrati
A Catedral de Bagrati (ou Catedral de Cutáissi) é uma catedral em ruinas na colina de Uk’imerioni, em Cutáissi, Geórgia.

## História
A Catedral de Bagrati começou a ser construída no fim do século X e foi completada no início do XI, logo a seguir à unificação da Geórgia por Pancrácio III. Foi destruída em parte pelos Turcos em 1691, mas as suas ruínas permanecem no centro de Cutáissi.
Foi declarada Património da Humanidade pela Unesco em 1994.